# Sommer-Paralympics 2016/Teilnehmer (Peru)
| stlisierte Goldmedaille | stlisierte Silbermedaille | stlisierte Bronzemedaille |
| ----------------------- | ------------------------- | ------------------------- |
| —                       | —                         | —                         |

Peru schickte sechs Sportler zu den Paralympischen Sommerspielen 2016 in Rio de Janeiro  (7. bis 18. September). Dies war bereits die achte Teilnahme des Landes. Fahnenträger Perus war der Radsportler Israel Hilario Rimas.

## Teilnehmer nach Sportarten

### Leichtathletik
| Athleten               | Wettbewerb      | Vorlauf/Vorkampf | Vorlauf/Vorkampf | Halbfinale    | Halbfinale    | Finale        | Finale        | Rang          |
| Athleten               | Wettbewerb      | Zeit/Weite       | Rang             | Zeit/Weite    | Rang          | Zeit/Weite    | Rang          | Rang          |
| ---------------------- | --------------- | ---------------- | ---------------- | ------------- | ------------- | ------------- | ------------- | ------------- |
| Frauen                 |                 |                  |                  |               |               |               |               |               |
| Yeny Vargas            | 200 m T45/46/47 | 31,49 s          | 4                | ausgeschieden | ausgeschieden | ausgeschieden | ausgeschieden | ausgeschieden |
| Yeny Vargas            | 400 m T45/46/47 | 1:09,23 min      | 4                | –             | –             | 1:09,63 s     | 7             | 7             |
| Männer                 |                 |                  |                  |               |               |               |               |               |
| Carlos Felipa          | 100 m T42       | 15,38 s          | 7                | ausgeschieden | ausgeschieden | ausgeschieden | ausgeschieden | ausgeschieden |
| Carlos Felipa          | Weitsprung T42  | –                | –                | –             | –             | 4,10 m        | 8             | 8             |
| Jose Luis Casas        | 200 m T43/44    | 26,91 s          | 7                | ausgeschieden | ausgeschieden | ausgeschieden | ausgeschieden | ausgeschieden |
| Jose Luis Casas        | 400 m T43/44    | DSQ              | DSQ              | ausgeschieden | ausgeschieden | ausgeschieden | ausgeschieden | ausgeschieden |
| Luis Sandoval (Läufer) | 1500 m T11      | 4:28,41 min      | 4                | ausgeschieden | ausgeschieden | ausgeschieden | ausgeschieden | ausgeschieden |
| Efrain Sotacuro        | Marathon T45/46 | –                | –                | –             | –             | 2:55:27 h     | 4             | 4             |

### Radsport
Straße
| Männer               |                        |              |    |
| Israel Hilario Rimas | Straßenrennen C1/C2/C3 | 1:51:48 h    | 12 |
| Israel Hilario Rimas | Einzelzeitfahren C2    | 28:55,08 min | 6  |